# Vazba (fyzika)
O dvou objektech ve fyzice říkáme, že jsou vázané, pokud spolu vzájemně interagují. V klasické mechanice je vazba spojení mezi dvěma oscilujícími systémy, např. kyvadly spojenými pružinou. Spojení ovlivňuje způsob oscilace obou objektů. Ve fyzice částic jsou dvě částice vázané, pokud se vzájemně ovlivňují jednou ze čtyř základních interakcí.

## Vlnová mechanika

### Vázané harmonické oscilátory

Vázaná kyvadla spojená pružinou

Pokud dvě vlnění jsou schopna si vzájemně předávat energii, pak se tato vlnění nazývají „vázaná“. K tomu normálně dochází, pokud vlnění mají společnou složku. Příkladem jsou dvě kyvadla spojená pružinou. Jsou-li kyvadla identická, pak jejich pohybové rovnice jsou:
{\displaystyle m{\ddot {x}}=-mg{\frac {x}{l_{1}}}-k(x-y)}
{\displaystyle m{\ddot {y}}=-mg{\frac {y}{l_{2}}}+k(x-y)}
Tyto rovnice reprezentují jednoduchý harmonický pohyb kyvadla s vazebním faktorem pružiny. Obdobné chování lze pozorovat v určitých molekulách (např. CO2 a H2O), v nichž dva z atomů vibrují podobným způsobem okolo centrálního.

### Vázané LC obvody

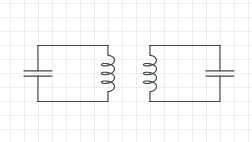
Dva vzájemně vázané LC obvody.

V LC obvodu náboj kmitá mezi kondenzátorem a cívkou a může proto být znázorněn/modelovat jako jednoduchý harmonický oscilátor. Pokud magnetický tok z jedné cívky je schopen ovlivňovat indukčnost cívky v druhém LC obvodu, obvody se nazývají vázané. Koeficient vazby k definuje, jak blízce jsou oba obvody vázané, a je dán rovnicí
{\displaystyle {\frac {M}{\sqrt {L_{p}L_{s}}}}=k}
kde M je vzájemná indukčnost obvodů a Lp a Ls jsou indukčnosti primárního a sekundárního obvodu. Pokud by se všechny indukční čáry primární cívky protínaly s indukčními čarami sekundární, pak koeficient vazby by byl 1 a {\textstyle M={\sqrt {L_{p}L_{s}}}} V praxi však není nikdy indukční vazba zcela dokonalá.

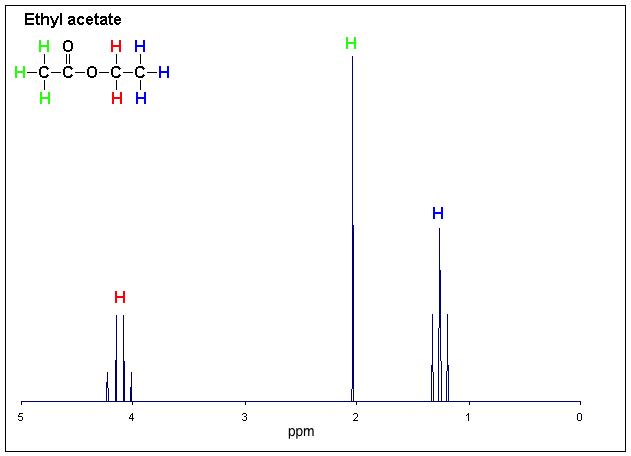
Píky v ^{1}H spektru ethyl-acetátu vytvořeného nukleární magnetickou rezonancí (NMR).

## Chemie

### Spin-spinová vazba
Spin-spinová vazba se objevuje, když magnetické pole jednoho atomu působí na magnetické pole jiného blízkého atomu. To je velmi běžné v NMR spektroskopii. Pokud atomy nejsou vázané, objeví se dva samostatné píky, tzv. singlety, které reprezentují jednotlivé atomy. Pokud je přítomná vazba, např. mezi CH3 a CH2 skupinou ethylu, pak se objeví trojice píků (triplet) v poměru integrálních intenzit 1:2:1 a čtveřice (kvartet) v poměru 1:3:3:1. Je to způsobeno spiny jednotlivých atomů oscilujících v tandemu.

## Astrofyzika
Objekty v prostoru, které jsou navzájem vázané, se vzájemně gravitačně ovlivňují. Například Země je vázaná na Slunce i Měsíc, protože je gravitačně ovlivňována oběma. Ve vesmíru jsou běžné binární systémy tvořené dvěma objekty navzájem gravitačně vázanými. Příkladem jsou dvojhvězdy, které obíhají kolem společného těžiště. Navzájem může být také vázáno více objektů současně, jako v kulových hvězdokupách a skupinách galaxií. Jsou-li vzájemně vázané menší částice, např. prachu, který se postupem času akumuluje do mnohem větších objektů, dochází k akreci. To je hlavní proces, kterým vznikají hvězdy a planety.

## Plazma
Vazebná konstanta plazmatu je dána poměrem průměrné Coulombovy energie k průměrné kinetické energii, tj. tím, jak silně elektrická síla každého atomu drží plazma dohromady. Plazma je proto možné klasifikovat na slabě a silně vázané plazma, podle hodnoty tohoto poměru. Mnoho druhů typického klasického plazmatu, např. plazma ve sluneční koroně, jsou slabě vázané, zatímco plazma v hvězdných bílých trpaslících je příkladem silně vázaného plazmatu.

## Kvantová mechanika
Dva vázané kvantové systémy lze modelovat Hamiltonovým operátorem tvaru
{\displaystyle {\hat {H}}={\hat {H}}_{a}+{\hat {H}}_{b}+{\hat {V}}_{ab}}
který je součtem izolovaných Hamiltoniánů obou systémů a faktoru interakce. Ve většině jednoduchých systémů lze {\displaystyle {\hat {H}}_{a}} a {\displaystyle {\hat {H}}_{b}} vyřešit přesně, zatímco {\displaystyle {\hat {V}}_{ab}} lze vyřešit pomocí perturbační teorie. Pokud mají oba systémy podobnou celkovou energii, pak může v systému docházet k Rabiho oscilacím.

### Vazba úhlového momentu hybnosti
Když úhlové momenty ze dvou samostatných zdrojů vzájemně interagují, nazývají se vázané. Například dva elektrony obíhající stejné jádro mohou mít vázané úhlové momenty. Kvůli zachování úhlového momentu hybnosti a povaze operátoru úhlového momentu hybnosti je celkový úhlový moment hybnosti vždy součtem jednotlivých úhlových momentů elektronů, tj.
{\displaystyle \mathbf {J} =\mathbf {J_{1}} +\mathbf {J_{2}} }
Spinově-orbitální interakce (také známá jako spinově-orbitální vazba) je speciálním případem vazby úhlového momentu hybnosti. Konkrétně jde o interakci mezi vnitřním spinem S částice, a jeho orbitálním úhlovým momentem hybnosti L. Protože oba jsou formou úhlového momentu hybnosti, musí se oba zachovávat. I kdyby se mezi nimi přenášela energie, celkový úhlový moment hybnosti J systému musí být konstantní, {\displaystyle \mathbf {J} =\mathbf {L} +\mathbf {S} }.

## Fyzika částic a kvantová teorie pole

Příklady gluonové vazby

Částice, které vzájemně interagují, se nazývají vázané. Tato interakce je způsobená jednou ze základních interakcí (sil), jejichž síly se obvykle udávají bezrozměrnou vazebnou konstantou. V kvantová elektrodynamice se vazebná konstanta nazývá konstanta jemné struktury α, a je přibližně rovna 1/137. V kvantové chromodynamice se vazebná konstanta mění podle vzdálenosti mezi částicemi. Jde o jev nazývaný asymptotická volnost. Síly, jejichž vazebná konstanta je větší než 1, se nazývají „silně vázané“, síly, jejichž vazebná konstanta je menší než 1 se nazývají „slabě vázané“.